# 土橋八千太
土橋 八千太（つちはし やちた、慶応2年10月28日（1866年12月4日）- 昭和40年（1965年）3月11日）はカトリック司祭・天文学者・漢学者。上智大学第3代学長。洗礼名はパウロ。弟は日本で初めて電気炉製鋼を実用化した土橋長兵衛である。1964年勲三等瑞宝章受章。

## 経歴
慶応2年、信濃国諏訪郡下桑原村（甲州街道上諏訪宿）生まれ。明治14年（1881年）、前年に長野県上諏訪村小和田（現諏訪市）の小学校を卒業したばかりの八千太は、諏訪を訪れたパリ外国宣教会の宣教師・ジュル・ラングレーの説教に感激し、明治15年（1882年）カトリックの洗礼を受ける。
上京後の明治19年（1886年）に上海に渡って神学校のヨハネ学院で学び、明治21年（1888年）9月7日にイエズス会に入会する。その後、中国語に堪能であった八千太は上海に留まり同会の天文台に勤務した後、明治29年（1896年）パリ大学に進学し、アンリ・ポアンカレなどの教授陣から、天文学・数学・神学を学んだ。明治34年（1901年）8月24日にリヨンで司祭に叙階された。上海の余山天文台副台長となったが、明治44年（1911年）上智大学設立に協力するために帰国。
上智大学では漢文と数学を教えた。昭和15年（1940年）から6年間上智大学学長（第3代）を務めた。和暦と西暦の換算についてまとめた『邦暦西暦対照表』（昭和27年（1952年））を著した。1949年には84歳になっていたが、諸橋轍次の『大漢和辞典』編纂に参加し、米山寅太郎が校正刷を上智大学内の住居に届け、漢字音などの訂正を行った。
1965年3月11日、聖母病院で老衰により98歳で死去。

## 受賞・栄典
- 1964年：勲三等瑞宝章を受章。